# Tania Viit
Tania Viit (født 1969 i København) er en dansk-mauretansk folk- og pop-singer-songwriter, guitarist og forfatter fra Danmark. Hun udgav i 1999 EP'en Mysterier og Mirakler og i 2003 albummet Isbrud på Target Records. Tania Viit begyndte sin karriere som folk- og visesanger ved at optræde på spillesteder og festivaler rundt omkring i Norden med originale danske folkballader stærkt inspireret af den gamle nordiske og irske middelaldertradition i et eksperimenterende lydunivers. Klangbunden var en folkemusik-tilgang med rock og jazz mixet med diverse middelalderlige ur-instrumenter som didgeridoo, harmonium, pauke, vandtromme, fløjte m.m. 
Tania Viit har siden bevæget sig over i crossovergenren, folk/countryblues, mens det eksperimenterende og legende udtryk fra den middelalderlige tradition, kan høres på nogle af de nyere indspilninger, bl.a. "Den ensomme dal" ("Lonesome Valley", trad.), og "Forbandede liv",  (en coverversion af Linda Thompson's, "Weary Life"). Viit har desuden udgivet digtsamlingen, Ildkorn - Fra stort til småt, der består af 77 haiku-digte.
Hun har lavet følgende manuskripter for film- og teater[kilde mangler]: Drømmefangeren og den gale Professor Haps (Julekalender), Sort Tirsdag (film- og tv-serie om en dansk taxachauffør og tidligere militærmand, som på en helt almindelig tirsdag udsættes for skelsættende begivenheder, der ommøblerer hele hans tilsyneladende velfungerende tilværelse. 
Blackpool (dansk/-udenlandsk prod.) om en dansk-fransk au pair-pige, der rejser til Blackpool, England for at prøve lykken og gøre sig fri af en dominerende mor. Moderens katolske tillærte pænhed truer med at kvæle datteren mentalt og fysisk. 
Desuden har Tania Viit været manuskriptforfatter på Strandvaskeren, (ungdomsfilm/-roman), som foruden titlen "Strandvaskeren" bærer den alternative titel, Lejrens Pendul, (om en gruppe utilpassede unge, som sendes på en lejrskole i Sydsverige for at blive resocialiseret). Hun er ligeledes skaber af Udbryder (ungdomsfilm) og Nedfald (dansk-russisk spionthriller og katastrofefilm).[kilde mangler]